# August Lentze
August Lentze (né le 21 octobre 1860 à Hamm et mort le 12 avril 1945 à Werben) est un homme politique allemand et ministre prussien des Finances.

## Biographie
Lentze est le fils de l'avocat, notaire et magistrat Friedrich Lentze à Soest et de sa femme Clara née Schuchart. Il étudie au lycée de Soest de 1870 à 1879. Après avoir obtenu son diplôme d'études secondaires, il s'inscrit à l'Université Eberhard Karl de Tübingen pour étudier le droit. En 1880, il devient actif dans le Corps Borussia Tübingen (de). En tant qu'inactif, il poursuit à l'Université de Leipzig, à l'Université Frédéric-Guillaume de Berlin et à l'Université Georges-Auguste de Göttingen. Il obtient son doctorat à Göttingen le 31 juillet 1882 puis devient avocat stagiaire en 1881 et assesseur judiciaire en 1886. Jusqu'en 1889, il travaille pour les chemins de fer prussiens à Elberfeld. Il est ensuite élu au conseil municipal et adjoint au maire de Gera. Du 23 octobre 1892 au 19 janvier 1895, il est député du parlement de la principauté Reuss branche cadette (de)
En 1894, il répond à l'appel du premier maire de Mühlhausen. En 1898, il y reçoit le titre de maire. La même année, il est élu maire de Barmen. Le 9 juillet 1889, il se marie à Soest avec Anna Vielhaber (née le 17 août 1865 à Bochum), la fille du pharmacien Hedo Carl Vielhaber à Soest.
En 1906, il accepte le poste de maire de Magdebourg. Au cours de son bref mandat, Lentze travaille pour incorporer les banlieues de Magdebourg de Cracau, Fermersleben, Lemsdorf, Prester, Rothensee, Salbke et Westerhüsen. Afin de pouvoir améliorer l'infrastructure de Magdebourg à l'avenir, il a organisé l'achat d'un terrain pour un futur site industriel au nord de Magdebourg. Le port industriel (de) est construit à son initiative. Lentze travaille également à l'amélioration de l'approvisionnement en eau potable de Magdebourg. À cet effet, il fait effectuer des analyses d'eau dans le Fiener Bruch (de).
Dès 1895, Lentze représente les villes qui l'ont élu maire à la Chambre des seigneurs de Prusse. Dans ses activités politiques locales, il a également acquis une bonne réputation en tant qu'expert financier, ce qui incite le gouvernement prussien à nommer Lentze au poste de ministre des Finances en 1910. La même année, il est fait citoyen d'honneur de Magdebourg pour ses services rendus à la ville. Lentze reste ministre des Finances jusqu'en août 1917.
En octobre 1923, le cabinet Stresemann II le nomme président de la toute nouvelle Deutsche Rentenbank (de), qu'il dirige jusqu'à l'arrivée au pouvoir des nationaux-socialistes en 1933. Politiquement, Lentze est impliqué dans le Parti populaire allemand (DVP).

## Honneurs
- Lentzeplatz à Mühlhausen
- Lentzeallee à Berlin, qui appartient à Dahlem, Schmargendorf et Wilmersdorf
- Plaque commémorative à l'église du Souvenir de Berlin
- En 1910, il est fait citoyen d'honneur de Magdebourg
- En 1914, il est fait citoyen d'honneur de Mühlhausen